# 江波和子
江波 和子（えなみ かずこ、1920年1月24日 - 1947年）は日本の女優である。女優の江波杏子は娘。

## 略歴
福岡県久留米市で生まれ、幼少時に東京府に移り住む。
成女高等女学校（現・成女学園高等学校）卒業。東宝映画の「百円スター」募集に応募して当選。1938年『牧場物語』でデビューする。1939年の『東京の女性』では原節子演じる主人公の妹役を演じた。しかし、1940年に退社し、わずか1年半で引退する。
芸名は石坂洋次郎の小説『若い人』のヒロイン、江波恵子から付けられた。
死因は結核。

## 出演作品
- 牧場物語（1938年）
- エノケンのがっちり時代（1939年）
- 沙羅乙女（1939年）
- 裸の教科書（1939年）

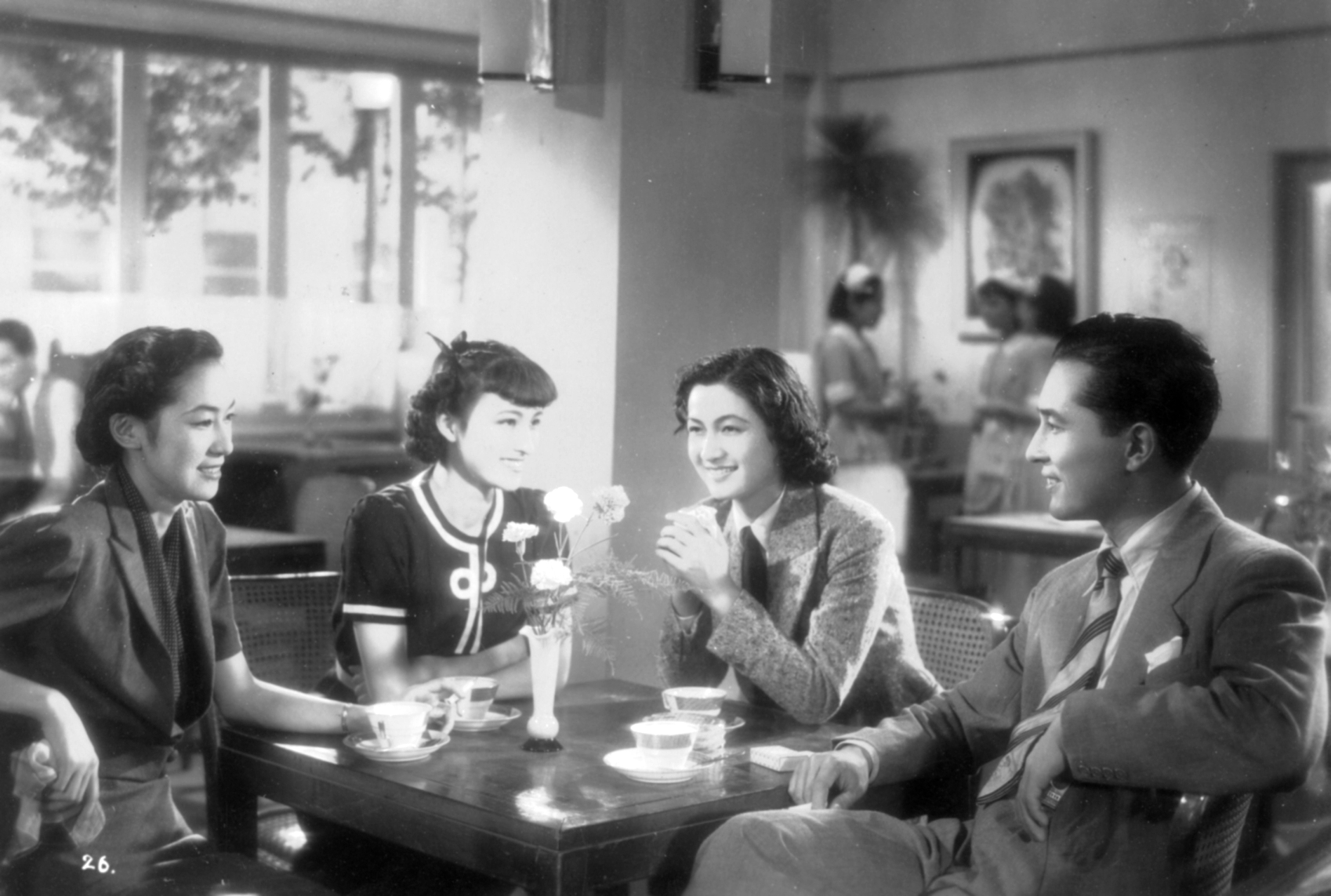
『東京の女性』（1939年）

- 忠臣蔵（1939年） - 一力仲居おうめ 役
- 江見家の手帖（1939年）
- 東京の女性（1939年） - 主人公の妹の水代 役
- 白蘭の歌（1939年） - 康吉の従姉妹 役
- 快速部隊 都会篇 戦線篇（1940年）
- 金語楼のむすめ物語（1940年） - 次女・常子 役